# 4539 Miyagino
4539 Miyagino eller 1988 VU1 är en asteroid i huvudbältet som upptäcktes den 8 november 1988 av den japanska astronomen Masahiro Koishikawa vid Ayashi-observatoriet i Japan. Den är uppkallad efter stadsdelen Miyagino-ku i Sendai.